# アルバーノ・ラツィアーレ駅
アルバーノ・ラツィアーレ駅（伊: Stazione di Albano Laziale）は、 イタリア共和国ローマ県アルバーノ・ラツィアーレにある、ローマ＝アルバーノ線の終着駅である。
路線は1880年に建設され、先行区間ローマ＝マリーノの再開と共に1889年に開業した。駅はトレニタリアが運営している。